# Bloch: Die blaue Stunde
Die blaue Stunde ist ein deutscher Fernsehfilm von Thorsten Näter aus dem Jahr 2008. Es ist die zwölfte Episode der Fernsehreihe Bloch.

## Handlung
Maximilian Bloch begibt sich von Baden-Baden nach Köln, um seine Tochter Leonie zu besuchen. Die zeigt sich von der Idee, unangemeldet bei ihr aufzutauchen, nicht sehr erfreut. Ihr Vater findet schnell heraus, dass sie sich privat um die junge Patientin Sina kümmert, die sich nach einem Suizidversuch bei ihr im Krankenhaus in Therapie befindet. Bloch macht ihr Vorwürfe, dass dies nicht ihre Aufgabe sei, denn offensichtlich leidet Sina unter einer Borderline-Persönlichkeitsstörung, die nur von professionellen Therapeuten behandelt werden kann. Die Nähe zu solchen Menschen sei für den Helfenden extrem gefährlich. Doch Leonie meint, dass sie wisse, was sie tue, und schickt ihren Vater weg, der sich daraufhin ein Hotelzimmer nehmen will. Auf dem Weg dorthin trifft er auf eine Frau, die offensichtlich unter einer Zwangsneurose leidet. Als ihr Kontrollzwang zu eskalieren droht, spricht er sie an. Sie weiß von ihren Problemen, meint aber, damit klarzukommen. Am nächsten Tag begegnet er ihr wieder und erkennt sie als die Schriftstellerin Heide Welk. Sie kommen ins Gespräch und Bloch outet sich als Psychotherapeut. Zögernd nimmt sie sein Angebot, ihr zu helfen, an. Sie begeben sich in sein Hotel und Heide Welk schildert, unter welchen Zwängen sie so leidet. Sie hatte festgestellt, dass sich beim Schreiben keine Probleme zeigten und sie deshalb damit begonnen hatte. Die Bücher zu veröffentlichen, sei anfangs gar nicht geplant gewesen. Doch mittlerweile ereileen sie die Zwänge täglich, obwohl sie regelmäßig ihre Medikamente einnehme, neuerdings habe sie sogar Halluzinationen. Bloch verordnet ihr zuerst eine gewisse Regelmäßigkeit im täglichen Ablauf einzuhalten, egal ob beim Essen, Trinken oder Schlafen.
Während er mit seiner Patientin arbeitet, erscheint Clara Born, die ihn besuchen möchte, nachdem sie ihm tags zuvor eine Absage erteilen musste. Ihn allein mit einer Frau in seinem Hotelzimmer zu sehen versteht sie gründlich falsch und geht wieder. Um das Problem wieder geradezubiegen, besucht er Clara in der Sozialstation auf, wo sie derzeit als Streetworker arbeitet. Doch ehe er sich mit ihr aussprechen kann, ereilt ihn ein Notruf von Gerd Brahner. Er musste seine Frau in eine Klinik einliefern, nachdem sie einen Zusammenbruch hatte. Entgegen der Empfehlung des behandelnden Arztes belässt Bloch seine Patientin nicht in der Klinik, sondern bringt sie in ihre Wohnung zu ihrem Mann. Bloch bleibt bei ihr, um ihr Sicherheit zu geben. Er bemerkt dabei, dass Gerd Brahner ebenso stark unter den Zwängen seiner Frau leidet, wie sie selber. Er muss peinlichst auf Sauberkeit im Haus und bei der Zubereitung der Speisen achten, weil sie es sonst nicht ertragen kann. Er verhält sich mitunter so, als ob er selbst eine Zwangsneurose hätte.
Am nächsten Tag eskaliert die häusliche Situation und es sieht so aus, als ob Heide Welk ihren Mann angegriffen und verletzt hat. Bloch kommt das allerdings seltsam vor und er recherchiert über die Firma, die seiner Patientin gehört. Da sie sich nicht um die Geschäfte kümmern kann, tut dies ihr Mann schon seit Jahren. Nun steht eine wichtige Entscheidung zum Verkauf der Firma an, zu der die Besitzerin ihre Zustimmung geben müsste. Wenn sie für nicht zurechnungsfähig erklärt werden würde, hätte Gerd Brahner das alleinige Entscheidungsrecht. Unter diesem Aspekt sucht Bloch nach Hinweisen, wie dieser seine Frau manipuliert haben könnte und wird fündig. Er kann ihm nachweisen, dass er ihre Medikamente ausgetauscht hat, um ihre Ängste und Zwänge für seine Ziele auszunutzen. Als Bloch Brahner damit konfrontiert, gibt er alles zu. Er wollte einmal etwas selbst entscheiden, einmal etwas für sich haben, nämlich die Abfindung nach dem Verkauf der Firma.
Als Heide Welk die Wahrheit erfährt, erschüttert sie das zutiefst, aber sie ist auch erleichtert. Schließlich ist sie doch nicht schizophren, wie sie es schon befürchtet hatte. Ihr Mann hat allerdings die gemeinsame Wohnung verlassen. Er hatte zu lange zugelassen, dass ihre Krankheit sein Leben mitbestimmt.

## Hintergrund
Die blaue Stunde ist eine Koproduktion des Südwestfunk und des Westdeutschen Rundfunks und wurde zusammen mit Maran Film vom 19. September 2006 bis zum 21. Oktober 2006 in Köln und Umgebung gedreht. Thorsten Näter führte nicht nur Regie, sondern verfasste auch das Drehbuch zu diesem Film, der am 9. Januar 2008 im Rahmen der ARD-Reihe „FilmMittwoch im Ersten“ zum ersten Mal zur Hauptsendezeit gesendet wurde und nach einer Konzeption von Peter Märthesheimer und Pea Fröhlich entstand.

## Rezeption

### Einschaltquote
Der Film wurde bei seiner Erstausstrahlung am 9. Januar 2008 von 4,56 Millionen Zuschauern gesehen.

### Kritik
Rainer Tittelbach von tittelbach.tv urteilte: „Bei einem so problembeladenen Feld wie dem der Psychologie, wo andere regelmäßig beim Zuschauer auf Granit beißen, hat Bloch es geschafft, regelmäßig ein Millionenpublikum vor den Bildschirm zu locken. Denn der TV-Psychologe ist kein Schwätzer und Stubenhocker. Er handelt, packt an, begleitet die Kranken in ihren Alltag und er fordert viel von ihnen. Wie in den meisten seiner Fälle, bei denen Bloch stets auf die berühmte Couch verzichtet, liegt auch in ‚Die blaue Stunde‘ der Reiz in der Konfrontation zwischen Therapeut und Patient.“
Tilmann P. Gangloff von Kino.de meint, die Rolle des Psychotherapeuten ist Dieter Pfaff: „auf den Leib geschrieben. [und] erneut ein Glanzstück dieser an Höhepunkten ohnehin nicht gerade armen Reihe. Das Lob beschränkt sich allerdings auf die Szenen mit Pfaff und Manzel, die sich wunderbar ergänzen. Die beiden weiteren Erzählebenen sind der Geschichte nicht bloß nicht förderlich, sie stehen ihr sogar im Weg. […] Beide Seitenstränge wirken wie Fremdkörper und Ablenkungsmanöver. Das verwundert um so mehr, als Näter, ohnehin ein Routinier, seinen Film ansonsten sorgfältig durchkomponiert hat.“
Die TV Spielfilm vergab für den Film die bestmögliche Wertung, den Daumen nach oben, und schrieb: „Beklemmende Bilder gewähren Einblick in die zerrissene Seele einer psychisch kranken Frau, die im Chaos ihrer Umwelt nach Halt sucht. Das Psychogramm fesselt dank der großartigen Manzel.“ Fazit: „Perfides Spiel mit dem Wahnsinn.“